# Aleksei Vladimirovich Rybin
Bản mẫu:Eastern Slavic name
Aleksei Vladimirovich Rybin (tiếng Nga: Алексей Владимирович Рыбин; sinh ngày 26 tháng 1 năm 1988) là một cầu thủ bóng đá người Nga. Anh thi đấu cho F.K. Tambov.